# Stefan Urosz I
Stefan Urosz I zwany Wielkim (serb.: Стефан Урош I, Stefan Uroš I; ur. przed 1229, zm.  1 maja 1277 lub 1280) – król serbski w latach 1243–1276, najmłodszy syn Stefana Pierwszego Koronowanego, święty Serbskiego Kościoła Prawosławnego.
Stefan Urosz I objął władzę nad Serbią w 1243 roku w wyniku buntu możnych, którzy wynieśli go na tron po obaleniu poprzedniego króla Stefana Władysława. Jego długie panowanie stało się okresem gospodarczego rozwoju kraju. Przyczyniło się do tego sprowadzenie przez Urosza z Siedmiogrodu górników saskich i ponownie uruchomienie nieczynnych od V wieku kopalń srebra i ołowiu. Stabilizacja wewnętrzna kraju za jego panowania doprowadziła ponadto do rozwoju stosunków handlowych szczególnie z sąsiednim Dubrownikiem. W latach 1253–1254 i 1265–1268 doszło do wojen z Dubrownikiem zakończonych zwycięstwem Serbii. W 1268 roku Stefan Urosz I podjął nieudaną wyprawę przeciw Węgrom, podczas której został wzięty do niewoli i zmuszony do zapłacenia okupu za wypuszczenie na wolność. Umiejętne wykorzystywanie waśni między możnymi rodami doprowadziło Urosza do przyłączenia do Serbii zachodniego Zahumla i do stopniowego osłabienia pozycji książąt z bocznych gałęzi dynastii Nemaniczów. Centralizacyjna polityka króla doprowadziła w 1276 roku do buntu jego syna Stefana Dragutina. Stefan Urosz I został rozbity przez połączone siły rebeliantów i Węgrów w bitwie pod Gackiem. Pokonany, abdykował i wstąpił do wzniesionego przez siebie monasteru Sopoćani, gdzie wkrótce zmarł.

## Przed wstąpieniem na tron
Stefan Urosz I był najmłodszym synem Stefana Pierwszego Koronowanego, który urodził mu się z drugiego małżeństwa – z nieznaną z imienia żoną – lub z trzeciego – z Anną Dandolo, poślubioną w 1216 roku. Za panowania Stefana Pierwszego Koronowanego Serbia była państwem niezależnym, jednak władający po nim synowie nie potrafili utrzymać tego stanu – najpierw Stefan Radosław popadł w zależność od despoty Epiru Teodora Angelosa, a potem jego następca Stefan Władysław od cara bułgarskiego Iwana Asena II. Car zmarł w 1241 roku, a w roku następnym miał miejsce najazd tatarski na Bułgarię. Potęga bułgarska załamała się. W 1243 roku możnowładcy serbscy obalili Władysława i osadzili na tronie najmłodszego z braci, Stefana Urosza. Ten po krótkiej walce pogodził się z Władysławem i oddał mu Zetę i Trebinię, odebrane, niezależnie władającemu nimi, synowi Wukana Nemanicza, Jerzemu.

## Rozwój gospodarczy

### Górnictwo
Panowanie Stefana Urosza I przyniosło wyraźne ożywienie gospodarcze, stając się początkiem niezwykle szybkiego rozwoju ekonomicznego Serbii w następnym stuleciu. Stefan Urosz I sprowadził do Serbii z Siedmiogrodu uciekających przed Tatarami górników saskich, którzy wznowili eksploatację porzuconych w okresie wędrówki ludów kopalń rud srebra i ołowiu. Sasi założyli w pobliżu kopalń własne gminy miejskie, które królowie serbscy obdarzyli samorządem działającym na podstawie saskiego prawa górniczego. Władca z tytułu praw regalnych pobierał od 8 do 10 procent wydobytego kruszcu. Do dochodów królewskich należały także regalia mennicze – z wybijanej w dużej liczbie monety srebrnej.
Pierwsze wzmianki o Sasach w Serbii pojawiają się w dokumentach z 1254 roku. Pierwsza ich gmina powstała w leżącym na zachodzie Serbii Brskowie nad Tarą. Przewodzili jej knez Prebeger (niem. Frajberger) i kapelan Konrad. Prowadzili w niej działalność niemieccy dominikanie. Brskowo było najbogatszą w II połowie XIII wieku kopalnią srebra w Serbii. W niedługim czasie powstała przy niej również mennica. W ślad za Brskowem powstały kolejne kopalnie w Rudniku, w regionie Kopaoniku i w przyszłości najbogatsza serbska kopalnia Novo Brdo. Wydobywano w nich srebro, złoto, ołów, miedź i żelazo.

### Handel i finanse

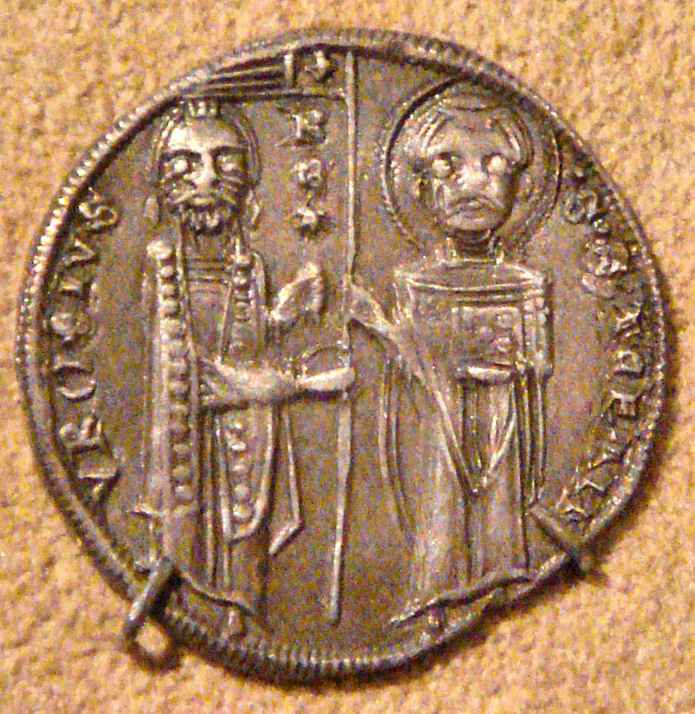
Moneta Stefana Urosza I

Długie panowanie Stefana Urosza I przyczyniło się też do ożywienia handlu, prowadzonego przede wszystkim przez kupców dubrownickich i kotorskich, oraz do rozwoju targów i osad wczesnomiejskich, do których napływali przybysze z Dalmacji, a nawet z Italii. 1 sierpnia 1243 roku Stefan Urosz I wydał przywilej potwierdzający Dubrowniczanom prawa handlowe i ulgi celne. Głównym zagrożeniem dla handlu było rozbójnictwo, którym trudnili się zarówno górscy pasterze, jak i ludzie szlachetnego rodu. Interesy kupców zabezpieczone były umowami handlowymi, w których król zobowiązywał się do pokrywania strat materialnych poniesionych z ręki rozbójników.
Osady kupieckie powstawały głównie przy kopalniach i na skrzyżowaniu szlaków handlowych. Kupcy podlegali własnym prawom. Spory z Serbami były rozstrzygane przez trybunały mieszane złożone w równej części z Serbów i kolonistów. Kolonie uzyskiwały również przywilej wyznawania religii katolickiej, nie mogły jednak nawracać na nią Serbów.
Kupcy dalmatyńscy zarządzali kopalniami, a kupcy z Kotoru prowadzili działalność finansową przy dworze królewskim. Często kupowali też prawo do ściągania podatków i ceł. Król sprzedawał spodziewany roczny dochód, gwarantując jego uzyskanie, a nabywca prawa do daniny starał się osiągnąć zysk kosztem zobowiązanych do zapłacenia podatku. Zyski czerpane z górnictwa i handlu wzmocniły pozycję ekonomiczną władców serbskich. Dały im środki na zaciąg wojsk najemnych, uniezależniając od możnowładztwa, choć nie jest pewne, czy politykę korzystania z żołnierza najemnego rozpoczął już Stefan Urosz I.

## Polityka zagraniczna

### Wojny z Dubrownikiem
Osłabienie południowych i wschodnich sąsiadów Serbii sprawiło, że Stefan Urosz I mógł się skoncentrować w polityce zagranicznej na podporządkowaniu zachodniego Zahumla i obronie Serbii przed Węgrami.
W 1252 roku przeciw królowi serbskiemu wystąpił Dubrownik. Tło konfliktu stanowiło żądanie praw zwierzchnich nad ludnością katolicką Serbii, o które arcybiskup Dubrownika toczył spór z biskupem Baru. Spór został przedłożony pod osąd papieża. Urosz i były król Władysław wspierali Bar. „Król” Zety Jerzy z kolei uznał zwierzchnictwo Dubrownika nad podległym mu Ulcinjem. Późniejsza kronika Dubrownika, bynajmniej nienastawiona wrogo względem Urosza, podaje, że to król serbski wywołał konflikt, pragnąc zdobyć Dubrownik lub przynajmniej osłabić wpływy ekonomiczne Wenecji w Serbii. Wojska raguskie zgromadzone nad granicą z Serbią wycofały się przed Serbami poza mury miasta. Wojna z 1252 roku zakończyła się układami. Jednak już w 1253 roku Dubrowniczanie zawarli sojusz z carem Michałem Asenem I mający na celu detronizację obydwu synów Stefana Nemanicza – Stefana Urosza I i Władysława. W wojnie wziął też udział Radosław humski. Nawiązał on ścisłe stosunki z Dubrownikiem na południu, a w 1254 roku złożył hołd lenny królowi Węgier, prawdopodobnie po to, by uzyskać pomoc w projektowanej wojnie. Przebieg działań wojennych jest słabo znany. Bułgarzy prawdopodobnie wycofali się po przeprowadzeniu rajdu sięgającego rzeki Lim i spustoszeniu Bijelogo Polja. Urosz zawarł z nimi jesienią 1254 roku separatystyczny pokój, który przywracał stan sprzed wojny. W tym samym 1254 roku Stefan Urosz I zmusił Dubrownik do zawarcia pokoju i zapłacenia odszkodowania wojennego. Ponadto Dubrownik za prawo prowadzenia handlu musiał odtąd płacić królowi serbskiemu 2 tysiące złotych monet, tzw. perperów. W następnym roku Stefan Urosz I wymógł na biskupie dubrownickim zrzeczenie się pretensji do zwierzchnictwa nad katolikami serbskimi.

Serbia około 1265 roku

Kolejna wojna z Dubrownikiem wybuchła w 1265 roku, Urosz I oskarżył Dubrowniczan o zajęcie serbskich terytoriów przybrzeżnych, o przyznawanie azylu serbskim dezerterom i utrzymywanie związków z Wenecją, wymierzonych w przymierze Serbii z Bizancjum związanym z wrogą Wenecji Genuą. Późniejsze kroniki raguskie oskarżały i tym razem odpowiedzialnością za konflikt króla serbskiego. W trakcie trwania wojny żona Urosza, Helena, przeciwna polityce męża, nawiązała w sekrecie kontakt z miastem, obiecując donieść o planowanych posunięciach króla. Pokój zawarty w 1268 roku potwierdzał warunki wcześniejszego traktatu.
Serbia i Dubrownik przeżyły jeszcze jeden krótki konflikt w 1275 roku. Wybuchł on na tle sporu Kotoru z Dubrownikiem. Ponieważ Kotor znajdował się w granicach Serbii i, pomimo że rządził się własnymi prawami, uznawał zwierzchnictwo króla serbskiego, Stefan Urosz I wysłał mu pomoc. Konflikt został szybko rozwiązany i nie miał dalszych następstw.

### Stosunki z Węgrami
Pomimo napięć pomiędzy Węgrami a Serbią do przełomu 1267 i 1268 nie było pomiędzy obydwoma państwami konfliktu. Mimo że Radosław uznał w czasie wojny z Serbią zwierzchnictwo węgierskie, nie ma żadnych dowodów na udział Węgier w tym konflikcie. W 1260 serbski oddział wspierał króla węgierskiego Belę IV w walce z władcą czeskim, a cztery lata później Stefan Urosz I uczestniczył w uroczystościach ślubnych młodszego z królewiczów węgierskich – Beli. Granica pomiędzy Węgrami a Serbią przebiegała w tym czasie prawdopodobnie na północ od Zachodniej Morawy w pobliżu Ravna (Ćuprija).
Pod koniec 1267 lub na początku 1268 Stefan Urosz I zaatakował węgierski banat Maczwy. Przyczyny najazdu nie są znane. Celem wyprawy mogło być przesunięcie granicy na północ lub zwykły rabunek. Wojska serbskie spustoszyły Maczwę i możliwe, że zajęły jej część. Ostatecznie jednak, wiosną 1268 zostały pokonane przez bana Belę Rościsławowicza wspieranego przez posiłki przysłane przez jego dziada, króla Belę IV. Stefan Urosz I – razem ze swoim zięciem i dostojnikami – został wzięty do niewoli. Musiał zapłacić okup za swoje uwolnienie i zwrócić to, co być może zajął. Według części badaczy gwarancją pokoju między obydwoma państwami było zawarcie małżeństwa przez najstarszego syna Stefana Urosza I – Dragutina, z wnuczką króla węgierskiego, Katarzyną. Inni natomiast uważają, że do ślubu doszło jeszcze przed 1268. Zdaniem niektórych historyków Urosz został ponadto zmuszony do dopuszczenia swego syna do udziału w rządach lub uznania zwierzchnictwa króla węgierskiego.

### Polityka wschodnia Urosza
Na panowanie Stefana Urosza I przypada okres wzrostu potęgi Cesarstwa Nicejskiego. W 1246 roku Jan III Watzatzes zdobył na Bułgarach Trację i Macedonię aż po Wardar, w grudniu tego roku zdobył Tesalonikę. W wyniku kolejnej wojny w 1252 roku opanował Macedonię zachodnią i albańską Kroję. Rosnąca potęga Greków skłoniła do działania Manfreda, króla Sycylii, który w ciągu 1258 roku zmontował przymierze, w którego skład weszły: Epir i Księstwo Achai. Serbia nie była w tym czasie w stanie przedsięwziąć poważniejszych kroków przeciw Cesarstwu. Urosz poparł jednak sprzymierzeńców, zajmując w 1258 roku nicejskie: Skopje, Prilep i Kiczewo. W 1259 roku sprzymierzone wojska sycylijsko-epirocko-achajskie zostały rozbite w bitwie pod Pelagonią. W 1261 roku cesarz Michał VIII Paleolog wkroczył do Konstantynopola, likwidując tym samym Cesarstwo Łacińskie i przywracając istnienie Cesarstwa Bizantyńskiego.
W następnych latach Urosz przechodzi na stronę bizantyńską. Kroniki Dubrownika podają jako jedną z przyczyn wojny w 1265 roku fakt, że Dubrownik utrzymywał stosunki z Wenecją, która była wrogiem sprzymierzeńca Serbii Bizancjum. W 1268 roku na dwór serbski przybył dyplomata bizantyński, aby prowadzić negocjacje w sprawie ślubu młodszego syna Stefana Urosza I z córką cesarza Anną. Ślub ostatecznie nie doszedł do skutku z powodu sprzeciwu serbskiej opozycji.
Sytuacja po raz kolejny zmieniła się wraz z opanowaniem tronu sycylijskiego przez Karola Andegaweńskiego, który podjął plany restauracji zlikwidowanego przez Michała VIII Cesarstwa Łacińskiego. Karol rozpoczął zabiegi dyplomatyczne mające na celu zmontowanie koalicji antybizantyńskiej. W 1273 lub nawet w 1272 Urosz przystąpił do obozu antybizantyńskiego. Skłaniała go do tego żona Helena, Francuzka (być może córka ekscesarza łacińskiego Baldwin II), jak i racja stanu – po sojuszu z Karolem Urosz mógł się spodziewać powiększenia swych posiadłości kosztem Bizancjum. Wraz z nim wśród sprzymierzeńców króla Sycylii znaleźli się: książę Achai i Aten, car bułgarski oraz książę Tesalii Jan I Angelos, którego córka została wydana za młodszego syna Stefana Urosza I.

## Centralizacja państwa i upadek

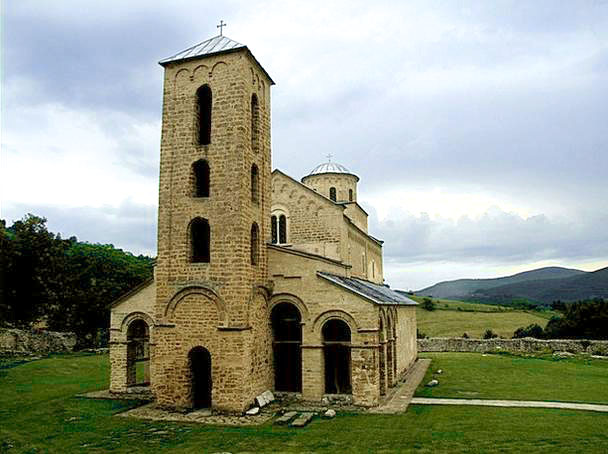
Monaster Sopoćani wzniesiony przez Stefana Urosza I

Dążąc do scentralizowania swej władzy, Stefan Urosz I tłumił separatyzmy regionalne. Usunął ze swego tytułu królewskiego odniesienia do Zahumlja, Trebinja i Duklji i tytułował się „królem wszystkich ziem serbskich i wybrzeża”. Szczupłość źródeł nie pozwala na prześledzenie procesu stopniowego podporządkowywania Serbii zachodniego Zahumla. Dużą niezależnością przypuszczalnie cieszyło się tam miejscowe możnowładztwo, uwikłane w liczne wzajemne waśnie i konflikty. Urosz prawdopodobnie umiejętnie to wyzyskał, wykorzystując jednych możnowładców przeciw drugim i przeciw księciu Radosławowi. Przyjmując hołdy możnych, szukających związków z silną Serbią dla realizacji własnych lokalnych celów, doprowadził stopniowo do zmarginalizowania znaczenia potomków Mirosława i sprowadził ich do roli mało znaczących możnowładców, uznających panowanie serbskich władców. W Zecie za jego panowania nastąpił stopniowy upadek znaczenia potomków Wukana. O najstarszym „królu” Jerzym za panowania Stefana Urosza I źródła milczą. O młodszym Stefanie wiadomo jedynie, że wzniósł monaster w Moračy. Trzeci, Dimitri, noszący pośledni tytuł żupana, wstąpił do klasztoru.
Przez cały okres swego panowania Stefan Urosz I utrzymywał bliskie stosunki z Kościołem, choć i tu zaznaczyła się jego tendencja do centralizacji władzy. W 1263 roku wyznaczył na arcybiskupa Serbii swego brata Sawę, wcześniej biskupa Stonu. Po jego śmierci mianował arcybiskupem mnicha atońskiego Joanikije, ucznia Sawy II, który przed swym wyniesieniem był opatem w Studenicy. Związki Joanikija z Uroszem były tak silne, że arcybiskup zrzekł się urzędu, gdy król został zdetronizowany. Stefan Urosz I ufundował w latach 60. XIII wieku monaster Sopoćani. Malowidła ścienne w cerkwi tego monasteru stanowią szczytowe osiągnięcie XIII-wiecznego malarstwa serbskiego. Przedstawiają one sceny religijne, a także członków rodziny królewskiej: oprócz samego władcy sportretowano jego synów, Dragutina i Milutina, żonę, Helenę, ojca, mnicha Simona, i dziada, św. Simeona. Król wzniósł także kaplicę Przemienienia Pańskiego w Chilandarze na Atosie, a u atońskiego mnicha Domentijana zamówił napisanie Żywota św. Sawy i Żywota św. Simeona.
Dążąc do centralizacji władzy w państwie, Stefan Urosz I nie wydzielił też apanaży żadnemu ze swoich synów. Najstarszy Dragutin, przebywający na dworze królewskim, wspierany przez swego teścia, dążył jednak do objęcia własnej dzielnicy. Urosz sprzeciwił się temu, a część uczonych sądzi, że zdecydował również o przeniesieniu praw do tronu na młodszego Milutina. Ostatecznie w 1276 Dragutin wystąpił otwarcie o przyznanie mu części władzy w państwie. Urosz wpadł w gniew, a Dragutin, obawiając się o swoje życie, zbuntował się, wzywając na pomoc swego teścia. Uczeni różnią się w poglądach na przyczyny rebelii. Dinić uważa, że została spowodowana ambicją Dragutina i jego dążeniem do władzy. Mavromatis wykazuje, że Urosz w 1276 roku wyznaczył młodszego syna Milutina na swego następcę z pominięciem starszeństwa Dragutina, co stało się przyczyną buntu Dragutina. Chcąc pozyskać stronników, Dragutin obiecał większy zakres swobód możnowładcom serbskim, szczególnie pochodzącym spoza centrum państwa, którzy za panowania Urosza stracili na znaczeniu i niezależności. Połączone armie: rebeliantów i Węgrów rozbiły siły Urosza pod Gackiem. Stefan Urosz I abdykował i wstąpił do klasztoru Sopoćani, przyjmując imię zakonne Symeon. Zmarł i został pochowany w Sopoćani. Jako datę śmierci podaje się 1 maja 1277 lub 1280 roku.
Stefan Urosz I jest świętym serbskiego Kościoła prawosławnego. Jego żywot opisał arcybiskup Daniło II w Żywotach królów i arcybiskupów serbskich.

## Opinie o Stefanie Uroszu I
Dyplomata bizantyński, który w 1268 roku przebywał w Serbii, pozostawił następujący opis dworu serbskiego: Wielki król, jak jest tytułowany, prowadzi życie proste, które przyniosłoby wstyd średniemu urzędnikowi w Konstantynopolu. Węgierska synowa króla pracuje przy kołowrotku w ubogiej sukni. Domownicy jedzą tak jak myśliwi albo złodzieje owiec.

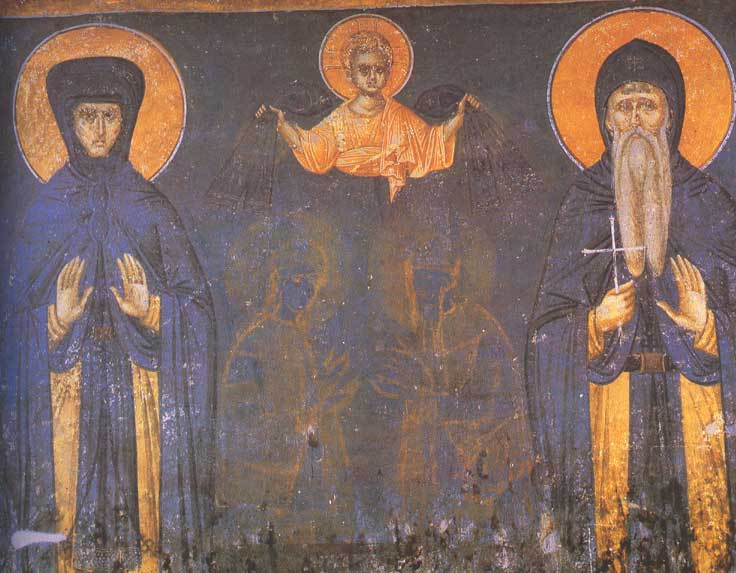
Królowa Helena z synem Milutinem

John Fine tak charakteryzuje panowanie Stefana Urosza I: Urosz, który w 1243 objął Serbię po Władysławie, wydaje się być najzdolniejszym spośród trzech braci. Na obronę dwóch pozostałych można powiedzieć, że Urosz miał nad nimi tę przewagę, że jego panowanie zbiegło się z upadkiem dwóch niegdyś potężnych sąsiadów Serbii: Tesalonik-Epiru i Bułgarii. Pod rządami Urosza Serbia stała się znaczącą siłą na Bałkanach.

## Rodzina
W 1250 roku Stefan Urosz I poślubił Helenę, o której źródła serbskie mówią tylko, że była Francuzką i pochodziła z królewskiego lub cesarskiego rodu. Wśród dynastii, z których mogła pochodzić wymienia się: Walezjuszów, Andegawenów, Angelosów i de Courtenayów. Ze swą żoną Urosz miał czworo dzieci:
- Stefana Dragutina – króla Serbii w latach 1276–1282
- Stefana Milutina – króla Serbii w latach 1282–1321
- córkę Brnjačę – która poślubiła żupana Jerzego, który został uwięziony na Węgrzech w 1269 roku
- Stefana – zmarłego przed 1264 rokiem[15]

### Związki rodzinne Stefana Urosza I[15]
|                                     |                                     |         |         |                                                |                                     |                                             |                                             |                                      |                                      |                                    |                                    |
|                                     |                                     |         |         | Stefan Pierwszy Koronowany (panował 1196–1227) |                                     |                                             |                                             |                                      |                                      |                                    |                                    |
|                                     |                                     |         |         |                                                |                                     |                                             |                                             |                                      |                                      |                                    |                                    |
|                                     | 1                                   | 1       | 1       | 1                                              | 1                                   | 1                                           | 2                                           | 2                                    | 2                                    | 2                                  | 3                                  |
| Stefan Radosław (panował 1227–1233) | Stefan Radosław (panował 1227–1233) | Kominia | Kominia | NN córka                                       | NN córka                            | Predisław (arcybiskup serbski jako Sawa II) | Predisław (arcybiskup serbski jako Sawa II) | Stefan Władysław (panował 1233–1243) | Stefan Władysław (panował 1233–1243) | Stefan Urosz I (panował 1243–1276) | Stefan Urosz I (panował 1243–1276) |
|                                     |                                     |         |         |                                                |                                     |                                             |                                             |                                      |                                      |                                    |                                    |
|                                     |                                     |         |         |                                                |                                     |                                             |                                             |                                      |                                      |                                    |                                    |
|                                     |                                     |         |         | Stefan Dragutin (panował 1276–1282)            | Stefan Dragutin (panował 1276–1282) | Stefan Milutin (panował 1282–1321)          | Stefan Milutin (panował 1282–1321)          | Brnjača                              | Brnjača                              | Stefan (zm. przed 1264)            | Stefan (zm. przed 1264)            |